# Radevce (gmina Lebane)
Radevce (cyr. Радевце) – wieś w Serbii, w okręgu jablanickim, w gminie Lebane. W 2011 roku liczyła 39 mieszkańców.